# Zhangqiu
Zhangqiu léase Zhang-Chiú (en chino, 章丘区; pinyin, Zhāngqiū qū; transcripción antigua, Changkiu) es un distrito urbano bajo la administración directa de la Subprovincia de Jinan en la provincia de Shandong, República Popular China. Su área es de 1301 km² y su población total para 2019 fue superior al millón de habitantes.

## Administración
El distrito de Zhangqiu  se divide en 18 pueblos que se administran en 17 subdistritos y 1 poblado.